# Samuel Henry Kress
Samuel Henry Kress (ur. 23 lipca 1863 w Cherryville, zm. 22 września 1955 w Nowym Jorku) – amerykański przedsiębiorca, filantrop, założyciel sieci sklepów S. H. Kress & Co. Kress posiadał jedną z najważniejszych kolekcji dzieł włoskiego renesansu i sztuki europejskiej zgromadzonych w XX wieku. W latach 50. i 60. XX wieku fundacja założona przez Kressa przekazała 776 dzieł sztuki z jego zbiorów do 18 regionalnych muzeów sztuki w Stanach Zjednoczonych.